# 山形県旗

制定当初の配色（1963年3月26日 - 1971年4月15日）

山形県旗（やまがたけんき）は、日本の都道府県の一つ、山形県の旗。本項では、旗に図示されている山形県章（やまがたけんしょう）についても併せて解説する。

## 概要
山形県旗は1963年3月26日の県告示により制定された。中央の「∧∧∧」は「山形」の「山」と県内を流れる最上川を、鋭角は県の発展を、白抜きの配色は蔵王山の樹氷に代表される雪の色から連想される純朴な県民性を表している。地色は制定当初、日本の国旗（日の丸）と並べて掲揚された際に日章の赤に対して補色となる「濃い青味緑」とされていたが、1971年4月16日の県告示により「明るい青色」へ配色が変更されている。
県章は1976年8月21日の県告示により、県旗のデザインをそのまま転用する形で制定された。